# Zuzana Kučová
Zuzana Kučová (* 26. Juni 1982 in Bratislava, Tschechoslowakei) ist  eine ehemalige slowakische Tennisspielerin.

## Karriere
Kučová, die Sandplätze bevorzugt, begann im Alter von sechs Jahren mit dem Tennissport. Ihre jüngere Schwester Kristína Kučová wurde ebenfalls Tennisprofi.
Zuzana Kučová gewann mit verschiedenen Partnerinnen acht Einzel- und vier Doppeltitel auf Turnieren des ITF Women’s Circuit. Sie verpasste nur knapp einen Platz in den Top 100, als sie im Juni 2010 in der Einzelweltrangliste Position 101 erreichte.
Ab Oktober 2011 musste sie wegen einer hartnäckigen Sehnenverletzung an der Hand anderthalb Jahre lang pausieren. Dadurch fiel sie sowohl im Einzel als auch im Doppel aus dem Ranking. Beim WTA-Turnier in Stuttgart gab sie im April 2013 ihr Comeback, kam aber nicht über die Qualifikation hinaus. Bei den French Open besiegte sie in Runde eins Julia Görges mit 7:6, 6:0, ehe sie gegen Virginie Razzano in drei Sätzen ausschied. Es war ihr erster Sieg im Hauptfeld eines Grand-Slam-Turniers. Nach dem größten Erfolg ihrer Profikarriere verabschiedete sie sich von der Damentour.

## Turniersiege

### Einzel
| Nr. | Datum             | Turnier     | Kategorie   | Belag     | Finalgegnerin      | Ergebnis       |
| --- | ----------------- | ----------- | ----------- | --------- | ------------------ | -------------- |
| 1.  | 26. Juni 2001     | Algier      | ITF $10.000 | Sand      | Mathilde Johansson | 6:3, 6:3       |
| 2.  | 30. März 2003     | Rom-Parioli | ITF $10.000 | Sand      | Delia Sescioreanu  | 6:3, 6:75, 6:0 |
| 3.  | 16. Dezember 2007 | Lagos       | ITF $25.000 | Hartplatz | Syna Kayser        | 6:2, 6:2       |
| 4.  | 26. Oktober 2008  | Lagos       | ITF $25.000 | Hartplatz | Ágnes Szatmári     | 7:65, 4:6, 6:3 |
| 5.  | 18. Oktober 2009  | Lagos       | ITF $25.000 | Hartplatz | Anna Gerasimou     | 6:3, 7:5       |
| 6.  | 25. Oktober 2009  | Lagos       | ITF $25.000 | Hartplatz | Nina Brattschikowa | 6:0, 7:65      |
| 7.  | 25. April 2010    | Bari        | ITF $25.000 | Sand      | Zuzana Ondrášková  | 6:4, 6:2       |
| 8.  | 23. Oktober 2010  | Lagos       | ITF $25.000 | Hartplatz | Nathalie Piquion   | 6:2, 6:0       |

### Doppel
| Nr. | Datum             | Turnier     | Kategorie   | Belag | Partnerin       | Finalgegnerinnen                   | Ergebnis       |
| --- | ----------------- | ----------- | ----------- | ----- | --------------- | ---------------------------------- | -------------- |
| 1.  | 25. März 2001     | Rom-Parioli | ITF $10.000 | Sand  | Iveta Benešová  | Claudia Ivone Roberta Vinci        | 6:4, 4:6, 6:4  |
| 2.  | 2. September 2001 | Bad Saulgau | ITF $10.000 | Sand  | Renata Kucerová | Gabriela Navrátilová Lenka Novotná | kampflos       |
| 3.  | 17. März 2007     | Kairo       | ITF $10.000 | Sand  | Kristína Kučová | Melissa Berry Michelle Gerards     | 6:73, 6:4, 6:3 |
| 4.  | 14. Juni 2009     | Zlín        | ITF $50.000 | Sand  | Kristína Kučová | Nikola Fraňková Carmen Klaschka    | 6:3, 6:4       |